# Хан (династия)
Вижте пояснителната страница за други значения на Хан.
Династията Хан (на китайски: 漢朝, Хан Чао) е втората императорска династия на Китай, управлявала от 206 година пр.н.е. до 220 година. Неин основател е Лиу Бан, оглавил селско въстание, свалило от власт династията Цин. Периодът на династията Хан е прекъснат за кратко от управлението на Уан Ман (династия Син, 9 – 23 година), което го разделя на две части – Западна Хан (206 година пр.н.е. – 9 година) и Източна Хан (25 -220 година). Продължил четири века, периодът Хан е смятан за златен век в китайската история. И до днес най-голямата етническа група в Китай се нарича хан.
Империята Хан е разделена на области, контролирани пряко от централната власт, и няколко полуавтономни царства, които постепенно губят остатъците от своята независимост, особено след Бунта на седемте царства. Хунну, конфедерация от централноазиатски народи, които владеят източната част на Евразийската степ, разгромяват Хан през 200 година пр.н.е. Император Хан Уди (141 – 87 година пр.н.е.) предприема поредица от военни походи, с цел да освободи Китай от подчиненото положение спрямо хунну и успява да им наложи символичен данък. В хода на тези войни Хан установяват властта си в Таримската котловина и се включват в международната търговска мрежа, наричана Път на коприната и достигаща на запад до Средиземноморието. Политиката на Хан успява да раздели хунну на две съперничещи си държави – северна и южна, като по-късно принуждава северните хунну да се преселят на запад от река Или. Въпреки тези успехи, териториите на север от китайската граница скоро за завзети от нов съюз, оглавяван от монголската народност сянби.
След 92 година придворните евнуси все по-активно се включват в политическия живот, като избухват сблъсъци между съперничещи си придворни клики. Властта на императорите е застрашена и от засилващото се религиозно движение, но даоистите, които се включват масово във Въстанието на жълтите забрадки и движението на Петте купички ориз. След смъртта на император Хан Линди през 189 година, придворните евнуси са избити от група военачалници, които след това си поделят империята. Официалният край на династията Хан е през 220 година, когато царят на Уей Цао Пи отстранява Хан Сианди и се обявява за император.
Управлението на династията Хан е период на стопански подем и разрастване на паричната икономика, началото на която е поставено през периода Джоу. Монетите, сечени от централния монетен двор през 119 година пр.н.е., остават паричен стандарт в страната до времето на династията Тан от 7 век. За да финансира военните си походи и колонизирането на новозавладените територии, през 117 година пр.н.е. държавата си присвоява производството на сол и желязо. Тези държавни монополи са премахнати през периода Източна Хан, а изгубените приходи са компенсирани с тежко данъчно облагане.
В центъра на обществения живот през периода Хан се намира императорът. Той ръководи правителството, но споделя властта си с наследствената аристокрация и министрите, повечето от които произлизат от образованите среди, формиращи държавната бюрокрация. От времето на император Хан Уди императорският двор официално поддържа конфуцианството в образованието и политическата философия. Тази традиция продължава до падането на династията Цин през 1911 година.
Значителен напредък е постигнат и в науката и техниката – изобретена е хартията, корабният рул, отрицателните числа, релефната карта, хидравлично задвижваната армиларна сфера, сеизмографът с обратно махало.

## История

### Западна Хан
Основателят на династията Лиу Бан произхожда от селско семейство. Той застава начело на въстание, което успява да превземе столицата Сянян и да свали крайно непопулярната династия Цин. Лиу Бан основава нова династия, която влиза в историята под имената Първа, Стара, Ранна, или Западна династия Хан.
Системата на управление на държавата при първите хански императори е крайно централизирана, следвайки образеца, установен от Цин Шъхуан. Страната е разделена на административни единици, управлявани от назначени от императора чиновници. Придвижването по служба е базирано не на знатността, а на образованието и на успешното преминаване на поредица изпити.
За разлика от предните династии, ханските императори издигат патерналистичната идеология на конфуцианството, която сплотява всички около императора и позволява да се осъществят мащабни проекти, като строителството на Великата китайска стена, имаща за цел да предпазва империята от набезите на номадите хунну.
Третият император, Хан Уди, остава в историята като енергичен и доблестен владетел. За крайъгълни камъни на държавата са провъзгласени конфуцианските добродетели – ученост и гражданска служба. За установяването на дипломатически съюзи с народите на Средна Азия, Уди организира мисиите на Джан Циен, които съществено разширяват знанията на китайците за западния свят.

### Управление на Уан Ман
Постоянното противопоставяне с номадските племена и разширението на западните граници на империята изтощават ресурсите на страната и довеждат до повишението на данъците.
Управленията на Чен Ди и Пин Ди преминават под знака на съперничеството между съпругите на императорите и отсъствие на явен наследник. Слабостта на императорите води до това, че Чен Ди, в угода на новата си наложница, заповядал да умъртвят синовете му от други жени. Смъртта и на двамата императори настъпва неочаквано и поражда множество слухове.
След смъртта на Пин-ди, за регент е назначен неговият тъст, Уан Ман, който предприема опити да спаси държавата, чрез провеждането на редица реформи. Уан Ман приема титлата император и се опитва да привлече на своя страна най-бедните слоеве на населението. Стремейки се да ограничи частната земя и робовладелството, узурпаторът настройва против себе си знатната върхушка.
Също така икономическите реформи, които би трябвало да покрият огромните разходи за войните против хунну, не оказват очакваното въздействие. Уан Ман оправдава реформите си като връщане към традициите на доимператорската епоха, но в тяхно следствие настъпва политически хаос. В провинциите се разпореждат въстанически шайки, чиито главатари си присвояват императорска титла. Най-накрая, най-дръзките от тях, наричащи се „червеновежди“, влизат в императорската столица. Уан Ман е обезглавен, а тялото му – насечено на парчета.

### Източна Хан
В резултат на въстанието на Червените вежди, на 5 август 25 година Лиу Сиу успява да върне властта на фамилията Лиу, обявявайки се за император Гуану и поставяйки началото на Късната или Източна Хан. По време на въстанието срещу Уан Ман Когурьо завзема корейските владения на Хан и китайската власт там е възстановена едва през 30 година. През 40 година сестрите Чинг във Виетнам оглавяват голямо въстание срещу Хан, което е потушено от военачалника Ма Юен през 42 – 43 година. На север сред хунну Хан успяват да възстановят влиянието си само частично – страната е разделена между двама владетели, като на юг Би е китайски васал, а на север Пуну е противник на Хан.
По време на нестабилното управление на Уан Ман Хан губи контрол над Таримския басейн, който през 63 година е завзет от северните хунну и се превръща в база за нападения срещу коридора Хъси в Гансу. В битката при Иулу през 73 година Доу Гу успява да разгроми северните хунну, отблъсква ги от Турфан и ги преследва до Баркьол, след което установява китайски гарнизон в Хами. Този гарнизон е изтеглен, след като през 75 година съюзници на хунну от Карашар и Куча убиват китайския управител на западните области Чън Му.
В битката при Их Баян през 89 година китайският военачалник Доу Сиен нанася ново поражение на основните сили на северните хунну, което ги принуждава да се оттеглят към Алтай. През 91 година северните хунну се придвижват още на запад към поречието на река Или, след което доскорошните им територии са заети от сиенбей, които поставят под свой контрол всички области северно от Хан от държавата Пуйо в Манджурия до земите на усуните в басейна на Или. Сиенбей достигат своето най-голямо могъщество при Таншинхуай, който многократно нанася поражения на китайските войски, но след неговата смърт през 180 година обединението им се разпада.
В Централна Азия военачалникът Бан Чао сключва съюз с Кушанската империя, насочен срещу Кашгар и Согдиана. През 90 година двете страни влизат в кратък конфликт, след като китайците отказват династичен брак с кушанския владетел. През следващата година Бан Чао официално е обявен за управител на западните области.
Освен дипломатическите връзки с Кушанската империя, държавата на Хан поддържа дипломатически връзки с Партското царство и с владетели от Бирма и Япония, а през 97 година Ган Ин е изпратен като пратеник в Рим, но мисията му се проваля. През 166 година в двора на Хан пристигат пратеници на император Марк Аврелий, макар че според някои изследователи става дума просто за група римски търговци. Други чужди посетители на Китай от времето на Източна Хан са будистки монаси, като Ан Шъгао от Партия или Локаксема от Гандхара, които идват с мисионерска цел и превеждат будистки текстове на китайски език.

### Управление на евнусите
Хронистите на Източна Хан разглеждат управлението на император Хан Джан (75 – 88 година) като връхна точка за династията. При следващите владетели се засилва намесата на евнусите в дворцовата политика и в тяхното включване в конфликтите за власт между клановете на владетелските съпруги. Така с помощта на евнуха Джън Джун император Хан Хъ (управлявал през 88 – 105 година) поставя вдовстващата императрица Доу под домашен арест и отстранява нейния клан от властта. Това е отмъщение срещу нея, защото тя сваля от власт клана на биологичната му майка Лян и скрива нейната самоличност от него. След смъртта на Хан Хъ неговата съпруга Дън Суей управлява като регентка по време на тежка финансова криза и бунтове, продължили от 107 до 118 година.
След смъртта на Дън Суей през 121 година император Хан Ан (управлявал през 106 – 125 година) е убеден от обвиненията на евнусите Ли Жун и Дзян Дзин, че нейното семейство е планирало отстраняването му. Хан Ан отстранява членовете на клана на Дън от службите им, изпраща ги в изгнание и принуждава много от тях да се самоубият. След смъртта на Хан Ан неговата съпруга Ян Дзи поставя на трона детето Лю И опитвайки се да задържи рода си на власт, но придворният евнух Сун Чън организира успешен заговор, сваля я от власт и император става Хан Шун (управлявал през 125 – 144 година). Ян Дзи е поставена под домашен арест, нейните роднини са избити или изпратени в изгнание, а нейните привърженици сред евнусите са изклани. По-късно регентът Лян Дзи, брат на императрица Лян На, нарежда да убият зетя на бъдещата императрица Дън Мънню, защото тя се съпротивлява на опитите му да я контролира. Впоследствие император Хан Хуан използва евнусите, за да свали Лян Дзи, който е принуден да се самоубие.
При управлението на Хан Хуан студентите в императорския университет Тайсюе организират масови протести срещу придворните евнуси. Императорът задълбочава конфликта си с бюрократите, предприемайки грандиозни строежи и събирайки хиляди наложници в своя харем във време на тежка икономическа криза. В отговор придворните евнуси изпращат в затвора чиновника Ли Ин и неговите сътрудници от Тайсюе по съмнителни обвинения в измяна, но през 167 година Доу У убеждава императора, който е негов зет, да ги освободи. Въпреки това Хан Хуан забранява на Ли Ин и неговите сътрудници да работят в администрацията, с което поставя началото на т.нар. „партизански забрани“.
След смъртта на Хан Хуан Доу У и друг висш чиновник, Чън Фан, правят опит за преврат, насочен срещу евнусите Хоу Лан, Цао Дзие и Уан Фу, но са разкрити и евнусите арестуват Чън Фан и вдовстващата императрица Доу Миао. В тяхна подкрепа застава военачалникът Джан Хуан, който се изправя срещу Доу У. Изоставен от последователите си, Доу У е принуден да се самоубие.
При управлението на император Хан Лин (168 – 189) евнусите подновяват и разширяват „партизанските забрани“ и поделят помежду си висшите държавни служби. Държавното управление до голяма степен е оставено в ръцете на евнусите Джао Джун и Джан Жан, докато император Хан Лин прекарва времето си в еротични игри с наложниците си и в участие във военни паради.

### Краят на династията
„Партизанските забрани“ са отменени през 184 година по време на Въстанието на жълтите забрадки и движението на Петте купички ориз, когато дворът прави опити за сближаване с класата на бюрократите и да предотврати нейното включване в бунтовете. Привържениците на жълтите забрадки и петте купички ориз принадлежат на две отделни йерархични даоистки организации, водени съответно от Джан Дзюе и Джан Лу. Бунтът на Джан Лу в днешния северен Съчуан и южен Шънси е потушено едва през 215 година. Въстанието на Джан Дзюе обхваща осем провинции и е прекратено от силите на Хан в рамките на една година, но през следващите десетилетия то е последвано от множество малки бунтове на негови последователи. Въпреки разгрома на жълтите кърпи, много военачалници, назначени по време на безредиците, така и не разпускат своите милиции и се възползват от тях, за да трупат власт извън контрола на разпадащата се императорска администрация.
През 189 година командващият Хъ Дзин организира заговор с Юен Шао за прогонване на придворните евнуси и изпраща писмо до своята полусестра императрица Хъ за тяхното екзекутиране. След известно колебание тя се съгласява, но заговорът е разкрит и евнусите използват брата на императрицата Хъ Мяо, за да отменят нейните заповеди. На 22 септември евнусите екзекутират Хъ Дзин, но Юен Шао и неговият брат Юен Шу обсаждат дворците в Луоян, на 25 септември ги превземат и около две хиляди евнуси са избити. Още преди началото на обсадата евнухът Джан Жан успява да избяга с император Хан Шао (управлявал през 189 година) и неговия брат, бъдещия император Хан Сиен (управлявал през 189 – 220 година). Преследван от братята Юен, Джан се самоубива, скачайки в река Хуанхъ.
Военачалникът Дун Джуо намира младият император и брат му изоставени в полето. Той ги отвежда обратно в столицата, назначен е за министър и поема контрола над Луоян, принуждавайки Юен Шао да избяга. След като Дун Джуо сменя императора с неговия брат, а по-късно го отравя, Юен Шао оглавява коалиция от бивши чиновници и военачалници, която през май 191 година опожарява Луоян и връща императорския двор в Чанан.
През 192 година Дун Джуо е убит от своя осиновен син Лю Бу в резултат на заговор, организиран от министъра Уан Юн. През 195 година император Хан Сиен бяга от Чанан в опожарения Луоян, а на следващата година е убеден да се установи в Сючан от управителя на провинция Ян Цао Цао.
Юен Шао се противопоставя на Цао Цао, борейки се за контрол над императора, но през 200 година претърпява поражение от него в битката при Гуанду. След смъртта на Юен през 202 година Цао Цао убива неговия син Юен Тан, който воюва с братята си за семейното наследство. Неговите братя Юен Шан и Юен Си също са убити през 207 година от Гунсун Кан, който изпраща главите им на Цао Цао.
След поражението на Цао Цао в морската битка при Чъби през 208 година Китай е разделен на три сфери на влияние – на Цао Цао на север, на Сун Цюен на юг и на Лю Бей на запад. Цао Цао умира през март 220 година, а през декември неговият син Цао Пи принуждава императора да му отстъпи трона – това е официалният край на династията Хан и началото на периода на Трите царства: Цао Уей, Източна У и Шу Хан.

## Общество и култура
В йерархичния социален ред императорът е на върха на обществото и управлението. Императорската власт обаче често е слаба или императорът е дете и държавата е управлявана от регент, като например вдовстваща императрица или неин роднина от мъжки пол. Мястото непосредствено след императора е за управители, които са от същия семеен клан. Останалата част от обществото, включително китайските аристократи по-долу от управителите и всички хора, с изключение на робите, принадлежи към една от двадесетте класи ( ershi gongcheng 二十 公乘).
Всяка следваща класа дава на притежателя си по-големи привилегии. Най-високият ранг, на пълен аристократ, върви с държавна пенсия и териториално феодално поземлено имение. Следващите веднага долу, обикновените аристократи, получават пенсия, но нямат териториални привилегии.